# 切爾涅希納 (博羅瓦區)
切爾涅希納（烏克蘭語：Чернещина），是烏克蘭東部哈爾科夫州伊久姆區博罗瓦市镇内的村落。始建於1721年，面積2.28平方公里，海拔高度177米，2001年人口619，人口密度每平方公里271.6人。